# Bauverein Schweinfurt
Der Bauverein Schweinfurt ist eine 1917 gegründete Wohnungsbaugenossenschaft.

## Geschichte
Angesichts der sich im Ersten Weltkrieg weiter verschärfenden Wohnungsnot in der Industriestadt Schweinfurt forderte im Juni 1917
der bayerische Königliche Staatsminister des Inneren den Magistrat der Stadt auf, das Problem mit einer gemeinnützigen Bau-Vereinigung anzugehen. Am 31. Juli 1917 versammelten sich auf Einladung des Bürgermeisters Schweinfurter Bürger und beschlossen die Gründung einer eingetragenen Genossenschaft mit beschränkter Haftung namens „Bauverein Schweinfurt und Umgebung“. Am 13. August wurde der Verein amtlich eingetragen.
In den Anfangsjahren lag der Schwerpunkt der Bautätigkeit in dem damals neu entstehenden Stadtteil Gartenstadt, in dem noch heute eine Bauvereinstraße existiert. Neben zahlreichen Wohngebäuden wurden auch ein Konsumladen und weitere Geschäfte sowie eine Gaststätte errichtet.
In der Zeit des Nationalsozialismus ab 1933 wurde der Bauverein durch die neuen Machthaber gleichgeschaltet, die gewählten Verwaltungsorgane wurden zwangsweise durch systemtreue Personen ersetzt, kleinere Baugenossenschaften wurden mit dem Bauverein zwangsfusioniert.
Nach dem Krieg schlossen sich weitere kleinere Genossenschaften, die von Kriegsschäden härter als der Bauverein betroffen waren, dem Verein freiwillig an.
Ab den 1970er Jahren wurde neben der Gartenstadt und dem Musikerviertel das damalige Neubaugebiet Deutschhof zu einem weiteren innerstädtischen Schwerpunkt des Vereins.
2017, 100 Jahre nach seiner Gründung, besaß der Bauverein rund 3500 Genossenschaftsmitglieder und über 1800 Wohnungen in Schweinfurt und Vororten.